# Henrik Bielke (rigsadmiral)
 Der er flere personer med dette navn, se Henrik Bielke.
Hendrik 'Henrik' Bielke (født 13. januar 1615 på Elingård i Norge, død 16. marts 1683 i København) var en norsk søofficer og var en periode øverstbefalende for den danske flåde. Han var søn af kansleren i Norge, Jens Bielke, og dermed bror til den norske overgeneral Jørgen Bielke og Ove Bielke som efterfulgte sin far som kansler.
Som ung blev Henrik Bielke indskrevet på universitetet i Padua men søgte over i en militær løbebane. Sin første tjeneste fik han hos prins Frederik Hendrik af Nederlandene og her blev han hofjunker i 1640. Den samme titel fik han af den danske Christian IV, som også udnævnte ham til major, selvom han opholdt sig mest i Oranien.
I februar 1644 vendte han tilbage til Danmark og herfra blev han sendt til sit fødeland, Norge, for at stå under Hannibal Sehested som på det tidspunkt var statholder. Han kæmpede mod svenskerne i Torstenson-krigen. Efter fredsslutningen i 1645 søgte han igen udenlands; han kom bl.a. til Holland hvor han stod under den danske gesandt Corfits Ulfeldt. Tilbage i Danmark blev han lensmand på Island og blev desuden slået til ridder.
Hans militærkarierre tog en drejning i 1653, da han forlod landtropperne og i stedet blev søofficer. Han udførte forskellige overvågnings- og konvojeringsopgaver, men det blev snart til regulær krigstjeneste da Karl Gustav-krigen nærmere sig i 1657, og han blev da udnævnt til vice-rigsadmiral. Under den første del af krigen deltog han i forskellige slag og træfninger i Østersøen. Krigshandlingerne ophørte for en periode efter Roskilde-freden, men snart blussede krigen op igen og København blev belejret. Bielke opererede i Øresund og søgte bl.a. at støtte hollænderne under Slaget i Øresund.
I forlængelse af sin militærkarriere fik han også politisk magt og blev udnævnt til rigsråd i 1660 og støttede derefter Frederik III's indførelse af enevælden. I 1660 blev han præsident for Admiralitetet og i 1662 blev han udnævnt til rigsadmiral samt medlem af statskollegiet og Højesteret. Hans blev en trofast ven af Corfitz Ulfeldt og Leonora Christina, og det har muligvis svækket hans stilling; i den skånske krig førte han ingen kommando, men havde en administrativ funktion i København.
I 1679 fratrådte han admiralitetet på grund af alder.
Henrik Bielke er begravet i Næsby Kirke på Sjælland.